# Марин-он-Сент-Крой (город, Миннесота)
Марин-он-Сент-Крой (англ. Marine on St. Croix) — город в округе Вашингтон, штат Миннесота, США. На площади 10,8 км² (10,2 км² — суша, 0,6 км² — вода), согласно переписи 2002 года, проживают 602 человека. Плотность населения составляет 59 чел./км².
- Телефонный код города — 651
- Почтовый индекс — 55047
- FIPS-код города — 27-40562[1]
- GNIS-идентификатор — 0647535[2]